# 伊藤一 (一宮市長)
伊藤 一（いとう はじめ、1910年（明治43年）4月11日 - 1974年（昭和49年）9月26日）は、日本の政治家、内務官僚。1947年4月6日から1971年4月30日まで、24年の長きに渡って一宮市長を務めた（第5代-第10代）。一宮市名誉市民。

## 経歴
愛知県愛知郡鳴海町（現・名古屋市緑区）に生まれた。愛知県立一宮中学校（現・愛知県立一宮高等学校）卒業。1930年（昭和15年）3月、旧制第八高等学校卒業。1932年（昭和7年）10月、高等試験行政科試験に合格。1933年（昭和8年）に東京帝国大学法学部法律学科を卒業すると同時に内務省に入省し、地方事務官・厚生事務官・内務事務官を経験。陸軍司政官としてスマトラ島に渡り、ランボン州やパレンバンで産業部長を務め、現地で太平洋戦争終戦を迎えた。
1946年（昭和21年）、静岡県民生部長に就任。1947年（昭和22年）、一宮市長選挙に立候補し、4月6日には公選として初の一宮市長（第5代）に就任した。
在職中には愛知県市長会会長、東海市長会副会長、全国市長会理事などを歴任している。1961年（昭和36年）には全国に先駆けて交通安全都市を宣言し、1966年（昭和41年）には明るい青少年都市を宣言したが、地方公共団体等による『○○都市宣言』というものが全国各地に広まる要因を作ったのは伊藤であるといえる。
1967年（昭和42年）、6期目の当選。
1971年（昭和46年）4月25日に行われた市長選で7期目の当選を狙うも、元助役の森鉐太郎に僅差で敗れる。
1970年（昭和45年）、藍綬褒章を受章。1973年（昭和48年）、一宮市名誉市民に推挙された。1974年（昭和49年）9月26日、喉頭癌のため死去。64歳没。地元ではイッチさんとして親しまれた。

## 著書
- 『世界48日の旅』一宮タイムス社、1961年。
- 『羊の国をたずねて』一宮タイムス社、1969年。
- 『水とともに38年』一宮タイムス社、1973年。
- 『市長おぼえ書き』一宮タイムス社、1973年。
- 『あれこれ物語』一宮タイムス社、1974年。